# Korbielów

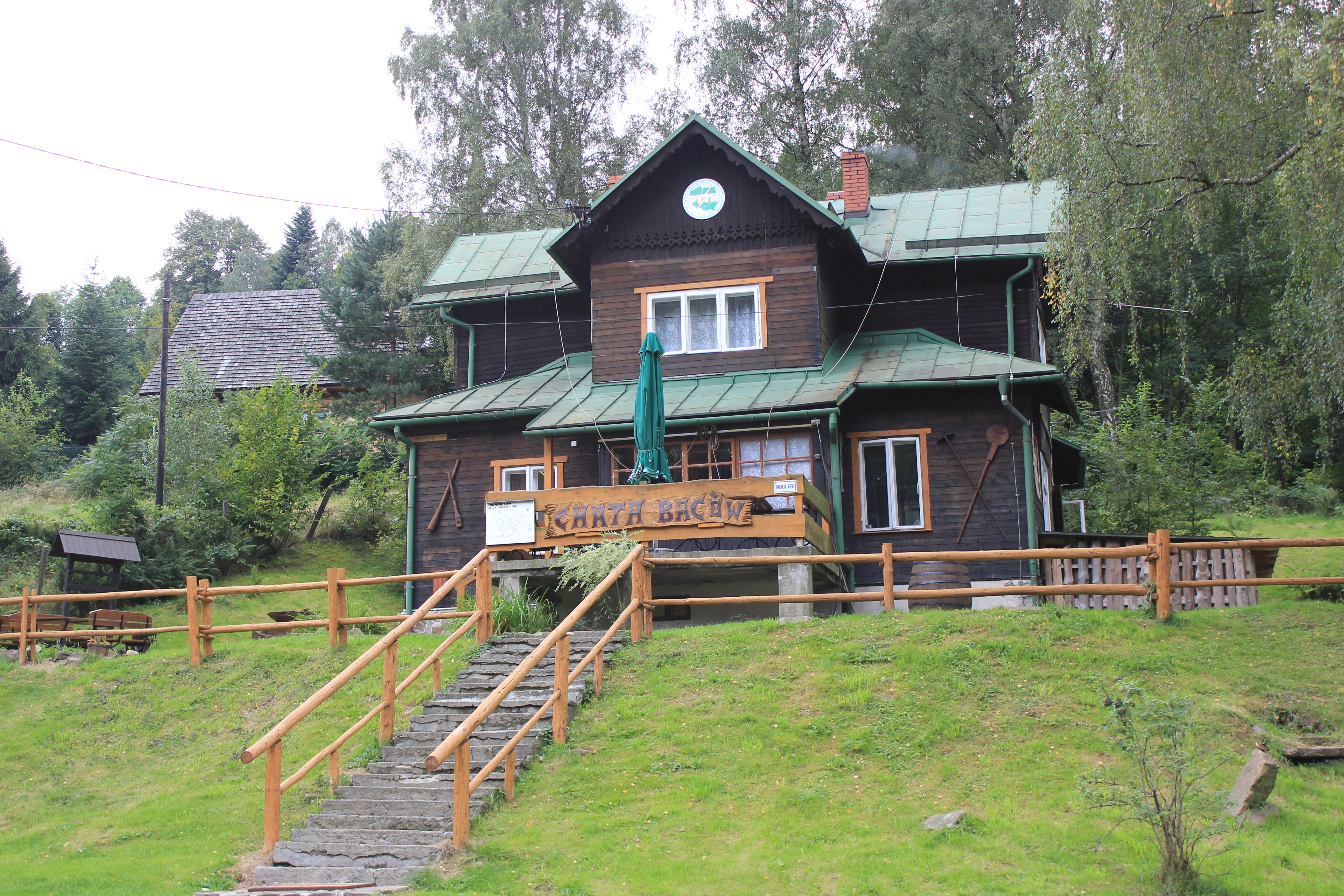
Schronisko Chata Baców

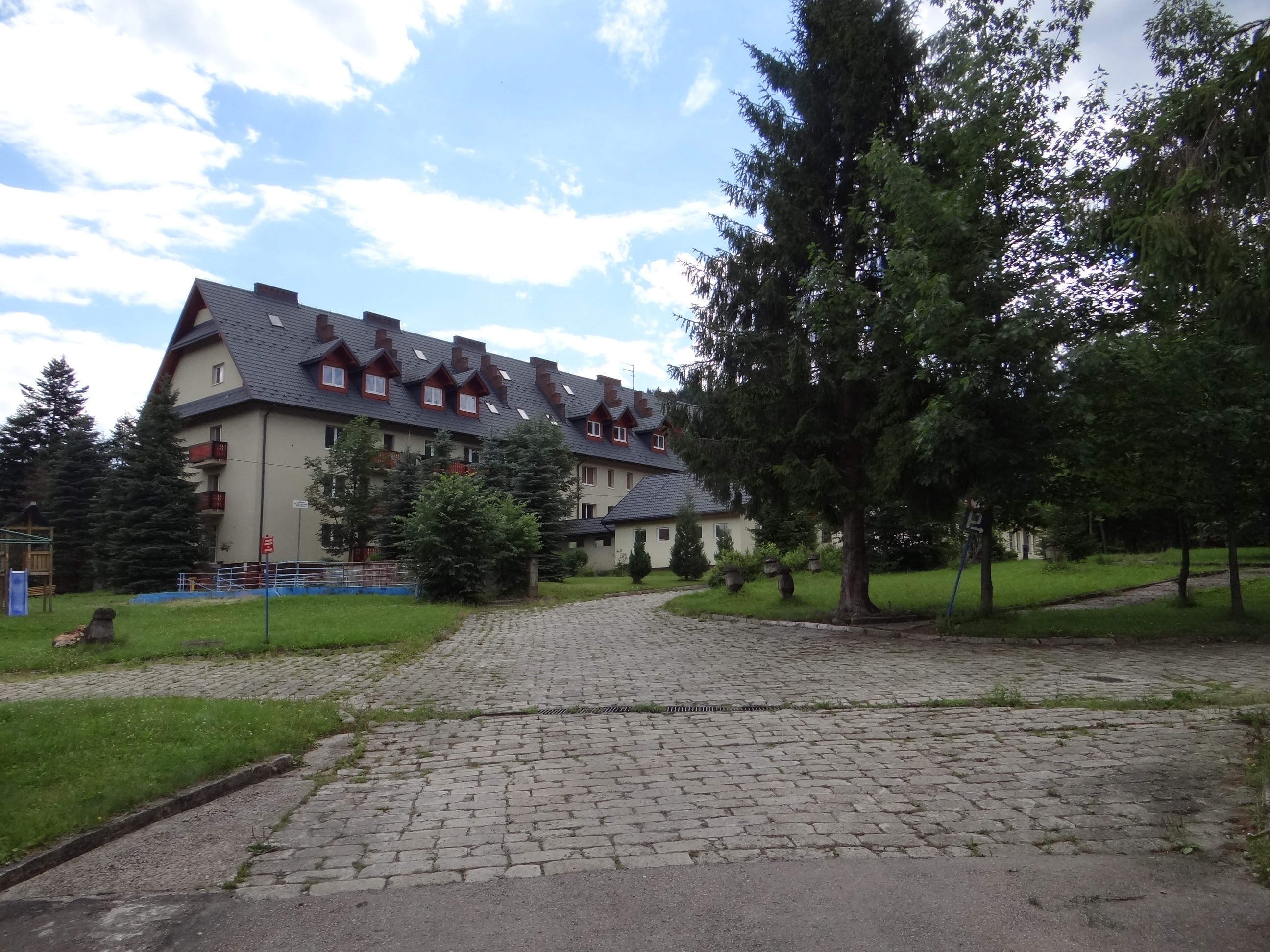
Dom wczasowy w Korbielowie

Korbielów – wieś w Polsce położona w województwie śląskim, w powiecie żywieckim, w gminie Jeleśnia. W latach 1975–1998 w województwie bielskim.

## Położenie
Miejscowość położona jest w Beskidzie Żywiecko-Orawskim, w Małopolsce (Żywiecczyzna), na stokach Pilska, 19 km na południowy wschód od Żywca nad rzeką Glinną (lewy dopływ Koszarawy). Sąsiaduje z krainą Orawa, która leży u podnóża Babiej Góry.

## Części wsi
| SIMC    | Nazwa           | Rodzaj    |
| ------- | --------------- | --------- |
| 0055538 | Kamienna        | część wsi |
| 0055544 | Korbielów Dolny | część wsi |
| 0055550 | Korbielów Górny | część wsi |
| 0055567 | Zarastoki       | część wsi |

## Opis miejscowości
Korbielów jest miejscowością turystyczną położoną na południu Polski. Na jego terenie znajduje się kościół i parafia pw. NMP Królowej Aniołów, którym opiekuje się Zakon Dominikanów. Od 1974 r. w kościele znajduje się łaskami słynący obraz Matki Bożej z kościoła dominikańskiego w Bohorodczanach, czczony jako obraz Matki Bożej Pani Korbielowskiej. W 2016 r. sporządzono wierną kopię obrazu i przekazano do Bohorodczan, gdzie w 2020 r. katolicy ponownie przejęli tamtejszą świątynię.
W okresie międzywojennym w miejscowości stacjonowała placówka Straży Granicznej I linii „Korbielów”.
W latach 1945–1991 we wsi stacjonowała strażnica Wojsk Ochrony Pogranicza, 16 maja 1991 przejęta przez Straż Graniczną, funkcjonowała do 2 stycznia 2003. Od listopada 1995 roku rozpoczęła działalność Graniczna Placówka Kontrolna Straży Granicznej, która 24 sierpnia 2005 została przekształcona na placówkę Straży Granicznej i funkcjonowała do 15 stycznia 2008.
W latach 1995–2007 na korbielowskiej przełęczy Glinne funkcjonowało drogowe oraz piesze przejście graniczne na Słowację Korbielów-Oravská Polhora, zlikwidowane po wejściu Polski do Układu z Schengen.
W 1997 roku w Korbielowie odbył się zjazd założycielski Polskiego Stowarzyszenia Studentów i Absolwentów Psychologii.

## Zabytki
- osada wołoska założona w XV wieku,
- kaplica drewniana z 2 poł. XIX wieku,
- dom drewniany z około połowy XIX wieku.

## Sport i turystyka
Baza noclegowa
W Korbielowie funkcjonuje od 1967 schronisko PTTK „Chata Baców”. Istniał również Dom Wycieczkowy PTTK „Na Rozdrożu”.
Sporty zimowe
W Korbielowie działa jeden z większych ośrodków narciarskich w Polsce. Na zboczach Pilska zbudowano w latach 80. XX wieku Ośrodek Narciarski Pilsko oraz tuż obok znacznie mniejszy ośrodek Kolej Baba z jednym wyciągiem krzesełkowym. ON Pilsko dysponuje kompleksem wyciągów orczykowych prowadzących na sam szczyt góry, co czyni ten ośrodek drugim po Kasprowym Wierchu najwyżej położonym ośrodkiem narciarskim w Polsce. W 2007 oraz w 2013 roku oddano do użytku kolejne wyciągi krzesełkowe.
Piesze szlaki turystyczne
 Sopotnia Wielka – Łabysówka – Korbielów – Wierch Jabłonki – Przyborów
 Korbielów – Przełęcz Przysłopy
 Przełęcz Jałowiecka Północna – Magurka – przełęcz pod Małą Mędralową – Krzyżówki – Korbielów – Przełęcz Glinne
 Pilsko (Góra Pięciu Kopców) – Hala Miziowa – Korbielów – Korbielów Górny – przełęcz pod Beskidem Krzyżowskim (dojście do Głównego Szlaku Beskidzkiego)
 Korbielów – Hala Miziowa – Sopotnia Wielka